# Optometria

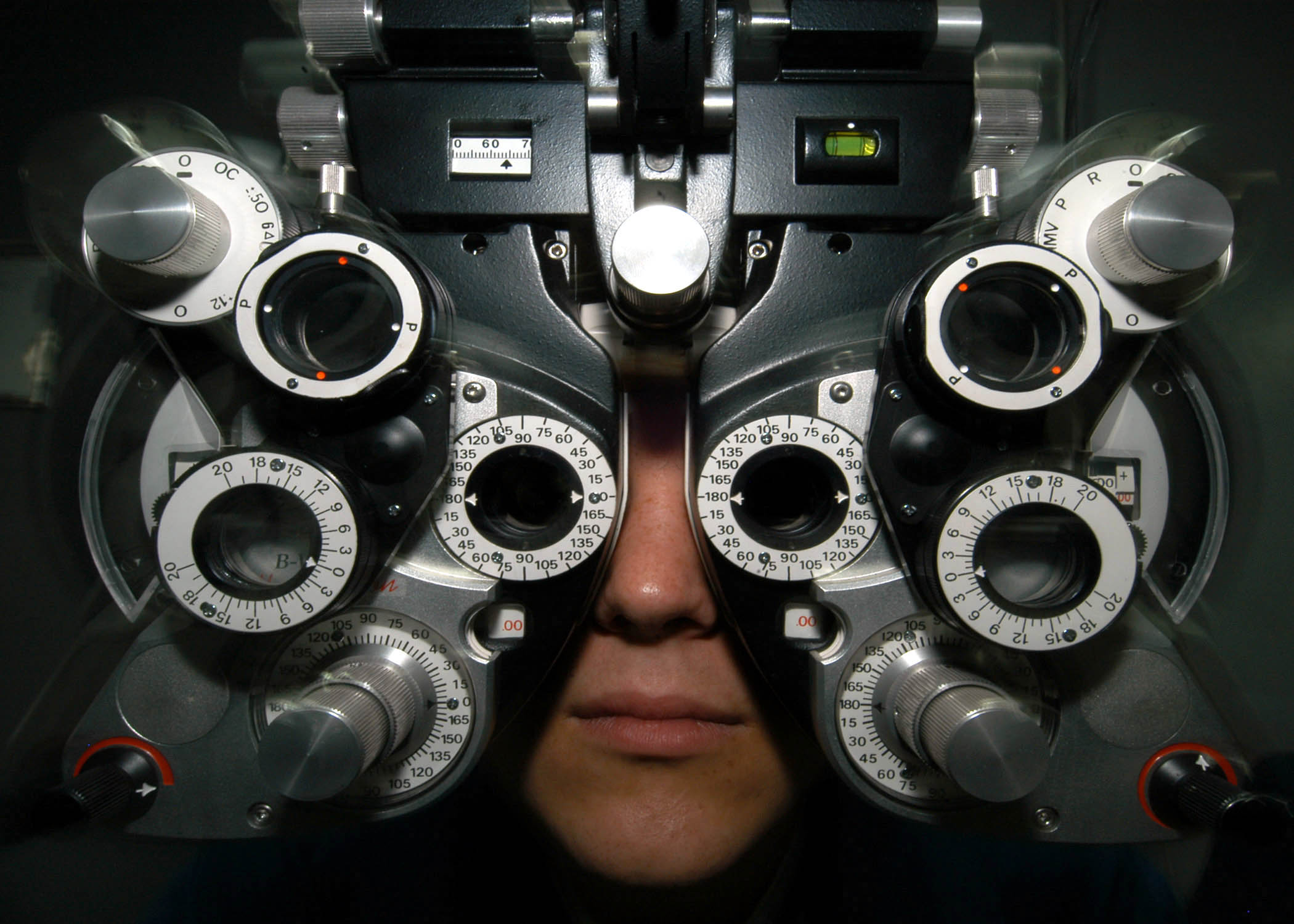
Foròpter

L'optometria és la ciència del camp de les ciències de la salut que estudia i mesura el grau refractiu d'un ull o estructura ocular mitjançant tècniques com l'esquiascopia o retinoscopia. També avalua l'estat de la visió binocular del pacient. El Termcat la defineix com "l'especialitat de l'oftalmologia que s'ocupa del mesurament de l'agudesa visual i d'equipar l'ull amb les lents adients per a corregir-ne els efectes òptics".

## Història
Els orígens de l'optometria es remunten al 1611, en què Johannes Kepler va descriure les relacions matemàtiques de lents, prismes i miralls a seva obra Dioptrice. Al llarg dels següents segles van aparèixer instruments òptics i lents especials que van permetre l'evolució de la disciplina.
Algunes contribucions destacades varen ser la Llei de Snell de refracció (1621), el descobriment de l'astigmatisme per part de Thomas Young (1801) i la publicació al 1864 del tractat Anomalies of Refraction and Accomodation of the Eye d'Augustus Donders.

## Professió optometrista
A Espanya, un optometrista o òptic optometrista és un professional de la salut que ha estudiat el grau en Òptica i Optometria (240 crèdits ECTS repartits en quatre cursos). Està format per a determinar l'estat visual i la valoració funcional dels components refractius oculars, sensorials, motors i perceptuals del sistema visual, estant capacitat per a tractar, prescriure i dispensar en aquelles condicions visuals que així ho requerisquen. A Catalunya només l'ofereix la Facultat d'Òptica i Optometria de Terrassa (FOOT) de la Universitat Politècnica de Catalunya (UPC).

## Paper a la societat
Normalment el diplomat en Òptica i Optometria exerceix la seua professió en un establiment d'òptica i sovint autònomament. L'optometrista se n'ocupa, juntament amb l'oftalmòleg, de la salut ocular i de la visió. També se n'ocupa de la indústria òptica, oftàlmica, d'instrumentació visual y farmacològica, la docència als cicles de Formació Professional i en l'Ensenyament Secundari Obligatori (assignatura d'Imatge i So) així com la docència universitària (àrea de coneixement d'òptica).